# Pananggangan
Pananggangan is een bestuurslaag in het regentschap Samosir van de provincie Noord-Sumatra, Indonesië. Pananggangan telt 1344 inwoners (volkstelling 2010).